# Panutach Rungjang
Panutach Rungjang (thailändisch ภานุธัช รุ่งแจ้ง, * 12. März 1998 in Suphanburi), auch als M bekannt, ist ein thailändischer Fußballspieler.

## Karriere
Panutach Rungjang spielte bis Ende 2018 beim Nonthaburi FC. Der Verein aus Nonthaburi spielte in der vierten Liga. Hier trat der Klub in der Western Region an. Im Januar 2019 schloss er sich dem Drittligisten Nakhon Pathom United FC an. Mit Nakhon Nakhom Pathom spielte er in der Lower Region der Liga. Am Ende der Saison feierte er mit dem Verein aus Nakhon Pathom die Meisterschaft und den Aufstieg in die zweite Liga. Im Juni 2021 verließ er den Verein und wechselte wieder in die dritte Liga, wo er einen Vertrag beim Kabin United FC unterschrieb. Mit dem Klub spielte er in der Eastern Region der Liga. Ein Jahr später nahm ihn der Erstligaabsteiger Suphanburi FC unter Vertrag. Sein Zweitligadebüt für den Klub aus Suphanburi gab Rungjang am 5. November 2022 (12. Spieltag) im Heimspiel gegen den Nakhon Pathom United FC. Hier wurde er in der 90.+3 Minute für Kittipong Wongma eingewechselt. Suphanburi gewann das Spiel durch das Tor von Kittipong Wongma mit 1:0. Für Suphanburi bestritt er 14 Zweitligaspiele. Nach der Saison wurde sein Vertrag im Sommer 2023 nicht verlängert. Zu Beginn der Saison 2023/24 unterschrieb er einen Vertrag bei seinem ehemaligen Verein Kabin United FC. Am Ende der Saison feierte er mit dem Verein die Meisterschaft der Region. In den Aufstiegsspielen zur zweiten Liga konnte man sich jedoch nicht durchsetzen. Nach einer Spielzeit wechselte er im Sommer 2024 in die Western Region. Hier schloss er sich in Nakhon Pathom dem Thap Luang United FC an. Mit dem Klub spielt er in der Western Region der Liga.

## Erfolge
Nakhon Pathom United FC
- Thai League 3 – Lower: 2019  ▲

Kabin United FC
- Thai League 3 – East: 2023/24